# مسبار بيونير الزهرة المتعدد
مسبار بيونير الزهرة المتعدد (بالإنجليزية: Pioneer Venus Multiprobe)‏، ويسمى أيضًا بيونير الزهرة 2 أو بيونير 13، وهو عبارة عن مركبة فضائية أُطلقت عام 1978 بغرض استكشاف كوكب الزهرة باعتبارها جزءًا من برنامج بيونير الفضائي التابع لوكالة ناسا. تضمنت هذه المهمة حافلة للمركبات الفضائية، إذ أُطلقت من الأرض حاملةً مسبار ضخم بالإضافة إلى ثلاثة مسبارات أخرى صغيرة، والتي اخترقت الغلاف الجوي للزهرة في أماكن مختلفة بعد انفصالها عن هذه الحافلة الفضائية، لترسل البيانات إلى كوكب الأرض أثناء نزولها عبر الغلاف الجوي السميك للزهرة. دخلت المسبارات في الغلاف الجوي للزهرة يوم 9 ديسمبر عام 1978.

## مهمات مشابهة في نفس السياق
أُطلقت أيضًا مركبة مدارية خلال نفس العام، وكانت جزءًا من مشروع بيونير الزهرة بجانب مهمة مسبارات الدخول في الغلاف الجوي. بقت المركبة المدارية في مدارها حول الزهرة حتى ثمانينيات وأوائل تسعينيات القرن الماضي، بينما دخلت المسبارات في الغلاف الجوي للزهرة عام 1978. كانت المهمة الرئيسية التالية هي مهمة مركبة ماجلان الفضائية، والتي كانت مركبةً مدارية قادرة على تخطيط سطح كوكب الزهرة من خلال قدرتها على الرصد الراداري عبر السحب المعتمة للزهرة.
كانت مهمة المسبار غاليليو ضمن مهمات ناسا الأخرى الخاصة بدخول الغلاف الجوي للكواكب، وأُطلق هذا المسبار بهدف دخول الغلاف الجوي لكوكب المشتري.

## المركبة الفضائية
صُنع مسبار بيونير الزهرة المتعدد بواسطة شركة طائرات هيوز، وبُني حول حافلة المركبات الفضائية من نوع «إتش إس-507 (HS-507)». كان المسبار على شكل أسطواني بقطر 2.5 متر وكتلة 290 كيلوغرامًا. أرسلت هذه الحافلة البيانات الخاصة بالجزء العلوي من الغلاف الجوي للزهرة، بخلاف المسبارات التي لم تبدأ في تنفيذ قياساتها قبل أن تتباطأ أسفل الغلاف الجوي. خُطط للحافلة أن تدخل الغلاف الجوي للزهرة بزاوية دخول منخفضة على أن ترسل البيانات حتى تتحطم بفعل الحرارة الناتجة عن الاحتكاك بالغلاف الجوي. كان الهدف هو دراسة بنية وتركيب الغلاف الجوي في طبقاته السفلية وصولًا للسطح، ودراسة طبيعة وتركيب السحب، ومجال الإشعاع وتبادل الطاقة في الطبقات المنخفضة من الغلاف الجوي، والمعلومات المحلية عن أنماط دوران الغلاف الجوي. أجرت الحافلة قياساتها على الطبقات العليا للغلاف الجوي دون أي درع حراري أو مظلات باستخدام جهازين:
- مطياف كتلة للأيونات (BIMS) - بغرض تحديد أصل الغلاف الجوي للزهرة وتطوره على المدى الطويل، ودراسة دينامية الطبقات العليا للغلاف الجوي، وتوازن الطاقة وتأثير الإشعاع الشمسي والفضاء الخارجي على هذه الطبقات. كان مدى هذا المطياف بين 1 إلى 46 كتلة ذرية، واستخدم طاقة كهربية بقيمة 6 واط، ووصلت كتلته نحو خمسة كيلوغرامات.
- مطياف كتلة متعادلة (BNMS) – أجرى هذا المطياف قياسات على التفاعل بين الرياح الشمسية وكوكب الزهرة، وعلى الكيمياء الضوئية بالطبقات العليا للغلاف الجوي، وعلى توزيع الحرارة بالغلاف الجوي للزهرة. كان مدى هذا الجهاز بين 1 إلى 60 كتلة ذرية، واستخدم طاقة كهربية بقيمة 1 واط تقريبًا، ووصلت كتلته نحو كيلوغرام واحد.

ظلت المركبة تعمل حتى ارتفاع 110 كيلومترات من السطح قبل أن تتحطم.

## المسبارات
حملت المركبة الفضائية مسبارًا ضخمًا بالإضافة إلى ثلاثة مسبارات جوية صغيرة، مصممة لجمع البيانات أثناء هبوطها عبر الغلاف الجوي لكوكب الزهرة. لم تُزود المسبارات بأي أجهزة للتصوير، ولم تُصمم لتنجو من عملية الهبوط على السطح، إذ لم تُزود المسبارات الثلاثة الصغيرة بأي مظلات، وكان من المتوقع أن تنفصل المظلة الخاصة بالمسبار الضخم مع اقترابه من السطح. ظلت المسبارات الأربعة ترسل البيانات إلى الأرض حتى ارتطمت بالسطح، ولكن تمكن أحد المسبارات من النجاة بعد عملية الهبوط وظل يرسل البيانات من سطح كوكب الزهرة.
استُخدمت الإشارات الراديوية من المسبارات الأربعة أيضًا لوصف الرياح، والاضطرابات، والانتشار داخل الغلاف الجوي للزهرة. استهدفت المسبارات الثلاثة الصغيرة أماكن مختلفة من الكوكب، وسُميت وفقًا لهذه الأماكن.
- المسبار الشمالي الذي دخل الغلاف الجوي للزهرة عند خط عرض 60 درجة شمالًا في الجانب النهاري للكوكب.
- المسبار الليلي الذي دخل في الجانب الليلي للكوكب.
- المسبار النهاري الذي دخل في الجانب النهاري للكوكب، وهو المسبار الوحيد الذي استمر في إرسال الإشارات الراديوية إلى الأرض لمدة تعدت الساعة بعد ارتطامه بالسطح.

## الإطلاق
أطلق مسبار بيونير الزهرة المتعدد على متن الصاروخ أطلس إس إل في-3 دي قنطور دي 1 إيه آر، الذي أُطلق من مجمع الإطلاق رقم 36 إيه بقاعدة كيب كانافيرال للقوات الجوية. أُطلق الصاروخ في الساعة 07:33 يوم 8 أغسطس عام 1978، وأخرج الصاروخ المسبار المتعدد ليضعه في مدار شمسي المركز حتى يصل إلى كوكب الزهرة.

## الوصول عند كوكب الزهرة
أُخرجت المسبارات الرئيسية من حافلة المركبات الفضائية الرئيسية قبل وصولها إلى الزهرة. أُخرج المسبار الضخم من الحافلة يوم 16 نوفمبر عام 1978، وأُخرجت المسبارات الصغيرة الثلاثة يوم 20 نوفمبر.
وصلت الحافلة مع المسبارات الأربعة إلى كوكب الزهرة يوم 9 ديسمبر عام 1978. كان المسبار الضخم أول مسبار يدخل الغلاف الجوي للزهرة في الساعة 18:45:32 حسب التوقيت العالمي الموحد، ثم لحقت به المسبارات الثلاثة الصغيرة بعد 11 دقيقة من دخوله الغلاف الجوي. دخلت الحافلة الغلاف الجوي في الساعة 20:21:52 حسب التوقيت العالمي الموحد، وأرسلت آخر إشارة لها على ارتفاع 110 كيلومترًا من السطح في الساعة 20:22:55.
ظلت المسبارات الأربعة ترسل البيانات حتى ارتطمت بسطح كوكب الزهرة. نجا المسبار النهاري من صدمة الارتطام، وظل يرسل البيانات من سطح الزهرة لمدة تعدت الساعة.